# 경기도를 빛낸 자랑스러운 도민상
경기도를 빛낸 자랑스러운 도민상은 경기도를 빛낸 자랑스런 도민 조례 및 시행규칙에 의거, 국가와 경기도 발전을 위해 사회적으로 헌신·귀감이 된 사람에게 각별하게 예우하고, 그 훌륭하고 자랑스러운 업적을 도민에게 알려 경기도의 정체성 확립과 자긍심 고취를 도모하고자 5차의 심사과정을 걸쳐, 2년에 한번 시상하는 경기도청에서 시상하는 표창 중에 가장 명예롭고, 가장 높은 상이다.

## 예우
타 시도의 최고 표창과는 달리, 경기도를 빛낸 자랑스러운 도민상 수상자는 자동적으로 아래와 같은 예우를 받는다(조례9조: 도지사는 수상자에 대하여 각별한 예우를 해야 한다).
1. 증서 또는 상패
2. 경기도 명예의 전당에 헌액
3. 각종 위원회 위원위촉
4. 도정 주요행사 참석초청 소개
5. 교육강사 초빙
6. 국내외 시찰 등의 혜택